# Le Gentleman de Cocody
 (novembre 2020).
Si vous disposez d'ouvrages ou d'articles de référence ou si vous connaissez des sites web de qualité traitant du thème abordé ici, merci de compléter l'article en donnant les références utiles à sa vérifiabilité et en les liant à la section « Notes et références ».
Pour les articles homonymes, voir Cocody (homonymie).
Pour plus de détails, voir Fiche technique et Distribution.
Le Gentleman de Cocody est un film franco-italien réalisé par Christian-Jaque, sorti en 1965.
Le film suit un diplomate qui accompagne une prétendue chasseuse de papillons dans la forêt tropicale en Côte d'Ivoire. Elle est en fait à la tête d'un gang qui recherche l'épave d'un avion où se trouverait encore une cargaison de diamants.

## Synopsis
Côte d’Ivoire - Le professeur Dumont, inoffensif chasseur de papillons, est assassiné par une société secrète dite « Les Fils de la Panthère » qui jusque-là ne s’attaquait qu’aux trafiquants de diamants. La police enquête dans la banlieue résidentielle de Cocody. C’est dans ce quartier d’Abidjan que séjourne Jean-Luc Hervé de La Tommeraye, sémillant et séduisant attaché d’ambassade, moins intéressé professionnellement aux intrigues politiques qu’à ses nombreuses conquêtes amoureuses. Ses écarts de conduite énervent le nouveau délégué de l’ambassade qui l’envoie accueillir à l’aéroport Mademoiselle Sapin Leterrier, chercheuse renommée au Muséum national d’histoire naturelle de Paris, venue en Côte d’Ivoire, casque colonial sur la tête, pour trouver une espèce de Lépidoptère, rare papillon des tropiques. Son arrivée est observée à distance par des membres de la société secrète.
Le soir, au night-club, Hervé de La Tommeraye fait plus intimement connaissance avec celle qui familièrement se fait appeler Baby. Mais bien qu’il soit très épris d’elle, Hervé dès le lendemain va rencontrer les pires difficultés pour la rejoindre au fin fond de la brousse car, sur son chemin, se dresse l’organisation secrète. Cette dernière, par l’intermédiaire du sournois Renaud Lefranc, officiellement organisateur de safari, accompagne pour veiller ou plutôt surveiller Mademoiselle Baby, à son insu, dans sa progression en pleine forêt tropicale.
Après avoir neutralisé Lefranc et Tommeraye, ses protecteurs encombrants, en leur administrant dans leurs boissons de puissants somnifères, Baby ne part pas à la recherche d’un papillon rare. En réalité, elle est la « patronne » d'une bande de truands de Pigalle décidée à retrouver l’épave d’un avion tombé dans la jungle avec un chargement de diamants, fruits de plusieurs années de larcins commis par les « Fils de la Panthère », qu’elle finit seule par localiser. De retour à l’hôtel Abidjan, elle dissimule le plan dans un étui à cigarettes d’Hervé.
Un chassé-croisé impitoyable oppose deux bandes sur la piste de la chasse au trésor concurremment convoité, celle de Baby et celle de La Panthère dirigée par « Le Cerveau ». Amoureux et naïf, Hervé va se lancer à la poursuite des assaillants de Baby qui l’ont kidnappée. Il parvient à la libérer tout en découvrant que Lefranc est un des membres de la Panthère. Les pires ennuis ne sont pas terminés car dans leur fuite, Baby et Hervé se font ensemble capturer au lasso du haut d’un hélicoptère pour se retrouver balancés, enlacés au bout d'une corde, héliportés au-dessus d’Abidjan, poursuivis par l’ensemble des truands ainsi que par la police, pour finir dans une bâche de réception tendue par les pompiers, sur la grande place d’Adjamé.
À nouveau, conjointement enlevés par les « Fils de la Panthère », Hervé et Baby découvrent alors que « Le Cerveau » n'est autre que le patron d’Hervé de La Tommeraye, le nouveau et faux délégué de l’ambassade.
Mais tout est bien qui finit bien : les gangsters de Paris livrent les gangsters de la Panthère à la Police locale. Le trésor leur échappe car Hervé donne le plan à la Police. Baby renonce aussi à son « papillon » car elle prête à se laisser convertir par Hervé, l’honnête diplomate.

## Fiche technique
- Titre italien : Donne, mitra e diamanti
- Titre allemand : Pulverfass und Diamanten
- Réalisateur : Christian-Jaque assisté de Pierre Cosson, Bernard Joly, Raymond Villette et Timité Bassori
- Scénario : Claude Rank
- Adaptation : Jean Ferry, Jacques Emmanuel et  Christian-Jaque
- Dialogues : Jacques Emmanuel et Jean Ferry
- Photographie : Pierre Petit
- Cameramen : Noël Martin et Jean Bénézech
- Montage : Jacques Desagneaux assisté de Roger Cacheux
- Chef maquilleur posticheur : René Daudin
- Affiche : Yves Thos
- Musique : Michel Magne
- Chanson "Le Gentleman de Cocody" de Pierre Saka, Nancy Holloway et Jimmy Walter
- Montage sonore : Claude Durand
- Décors : René Longuet
- Costumes : Mireille Leydet
- Robes de Patou
- Montage : Jacques Desagneaux
- Son : René Longuet
- Prise de son : Yao Koffi
- Effets spéciaux : Gil Delamare
- Cascadeur : Rémy Julienne
- Script-Girl : Denise Morlot
- Administration Générale : Robert Sussfeld assisté de Guy Azzi
- Direction de la Production : Andrée Debar, Roger Debelmas et Georges Charlot
- Producteurs : Roger Duchet, Alain Poiré, Luciano Ercoli et Alberto Pugliese
- Sociétés de production : Gaumont International - Euro-France Films - S.N.E.G. (Paris) - Produzioni Cinematografiche Mediterranee (Roma)
- Pays de production : France et Italie
- Langue : Français
- Format : couleurs
- Tournage entièrement en Côte d'Ivoire du 26 /10 /1964 au 02 /01 /1965
- Genre : Film d'aventure
- Durée : 84 minutes
- Dates de sortie : 
  - France : 2 avril 1965

## Distribution
- Jean Marais : Jean-Luc Hervé de La Tommeraye
- Liselotte Pulver : Mademoiselle Sapin Leterrier, dite Baby
- Philippe Clay : Renaud Lefranc
- Jacques Morel : Rouffignac, le délégué de l'ambassade
- Robert Dalban : Pépé
- Maria Grazia Buccella : Angelica
- Nancy Holloway : Nancy
- Gil Delamare : un truand
- Guy-Henry
- Rémy Julienne
- Bob Morel
- Alain Schneider
- Michèle Delacroix
- Joseph Diomandé
- Ibrahim Kouyaté
- et le singe Mambo[1]

## Autour du film

### L’homme d’Abidjan
Nous sommes en 1964 et ce qui attire les spectateurs de cinéma c’est le film d’action, d’aventures ou d’espionnage. La cause en est l’apparition explosive, en 1963, des personnages tels que James Bond, sous les traits de Sean Connery ou d’OSS 117 sur les écrans français. André Hunebelle l’avait bien compris en reprenant, cette même année, le personnage de Fantômas, assuré d’un succès massif avec le couple de Funès - Marais.
Dans ce contexte très favorable il était excitant pour Christian-Jaque de tenter aussi sa chance en demandant à Jean Marais d’interpréter un nouveau personnage riche en couleurs "Jean Luc Hervé de La Tommeraye" un diplomate qui va devoir jouer l'aventurier dans Le Gentleman de Cocody. Ce film est un jeu de cache-cache et de poursuites, une vraie distraction pour petits et grands enfants, une situation invraisemblable, des rebondissements rocambolesques, une parodie de film d'aventures à mi-chemin entre une bande dessinée à la Tintin et un « Goldfinger » à la française et, pour dire vrai, une copie de L'Homme de Rio de Philippe de Broca, sorti en février 1964.
À partir des données de ce modèle de référence, si réussi, qu'est-ce qui ternit le plaisir de voir le film de Christian-Jacque ? Justement, le souvenir de « L'Homme de Rio ». Il y avait bien d'autres cordes plus subtiles à l'arc de Philippe de Broca que les ficelles auxquelles s’est accroché son imitateur avec un faible scénario, se contentant de passer d’un exotisme à un autre, de remplacer Rio et Brasilla par Abidjan et Cocody, de changer Belmondo par Marais même en grande forme. Christian-Jaque fait cascader son acteur à toute vitesse, passant d’un dix tonnes à un bateau puis à un hélicoptère, avec une caméra qui virevolte avec agilité autour de voitures lancées à toute allure sur une immense plaque de mazout. Pas le temps de s'ennuyer. Rien n’y fait, le souvenir de « L'Homme de Rio » persiste. Cela fait un peu trop copier-coller ! Il aurait pu s’appeler « L’Homme d’Abidjan » !
Film divertissant, bien sympathique où l’on tire à la mitraillette sans blesser personne, où les méchants ne sont pas si méchants. Un spectacle familial sans prétention qui a connu en son temps un franc succès populaire.
Box-office France 1965 : 15e rang avec 2 027 645 entrées

### Film d’aventures et de mésaventures
Marais tourne avec Christian-Jaque en Côte d’Ivoire. Il connaît bien le cinéaste, qui l’a dirigé par deux fois, à ses débuts, dans Carmen  et Voyage sans espoir.
Cette fois, le tournage du Gentleman de Cocody présente quelques dangers. Le cascadeur Gil Delamare est engagé pour régler les scènes les plus périlleuses mais celui-ci se blesse et Jean Marais prend tous les risques à son compte. Film d’aventures, ce film cumula aussi les mésaventures. Durant le tournage, les accidents se multiplièrent. À six reprises, Marais en fut la victime. Un record !  Ainsi, après une journée de travail, il devait marcher sur une poutre, à 16 m du sol. Fatigué, il glissa, chuta, se blessa à la hanche et aux genoux. Résultat : quelques jours d’hôpital. Une autre fois, agrippé à un palanquin pendant le déchargement d’un cargo dans le port d’Abidjan, il lâcha prise malencontreusement. Bilan : claquage de mollet, hématome à la hanche, repos forcé à l’hôtel pendant les fêtes de Noël.
À la reprise du tournage, Marais raconte dans une biographie : « Il me fallait, du haut d’un balcon, sauter sur le toit d’une Land-Rover en marche. C’est un exercice qui m’est familier. Mais Christian-Jaque avait donné au conducteur l’ordre d’accélérer dès que j’aurais touché le toit. C’est ce qu’il a fait… et je me suis retrouvé au sol avec deux poignets brisés… J’ai terminé le film les avant-bras dans le plâtre et une hanche fêlée. La hanche, je la devais aux pompiers d’Abidjan, qui n’avaient pas su retenir la bâche dans laquelle, sautant d’un hélicoptère, je devais me recevoir. »
Lorsque se produisit ce stupide accident, on était à deux jours de la fin du tournage. Normalement, l’acteur blessé aurait dû être condamné à l’inaction pendant un mois et demi. Animé, une fois de plus, d’un rare courage professionnel, Marais insista pour continuer. Pourtant, deux scènes qu’il lui restait à tourner n’étaient pas de tout repos. L’une le montre (on dut recourir à un harnais) accroché à un hélicoptère, survolant la ville d’Abidjan à 700 m du sol, avec les deux avant-bras plâtrés, l’autre se déroulant dans l’eau, on dissimula ses plâtres sous des gants en caoutchouc.
Cependant la bonne humeur régna durant tout le tournage : Les chauffeurs ivoiriens d’un taxi-brousse avaient écrit en gros caractère : « S’EN FOUT LA MORT !»
Comment expliquer cette succession d’accidents car cela aurait pu se terminer plus mal pour Marais ? Gilles Durieux, dans sa biographie sur l’acteur, avance quelques explications : Impréparation de l’équipe s’occupant des cascades ? Agilité compromise par l’âge de Marais (51 ans) ? Surexploitation abusive des capacités physiques d’athlètes de l’écran, comme lui ou Belmondo, par un cinéma qui en demandait toujours plus pour satisfaire l'attente des spectateurs ? Sur ce point, le scénario du film de Christian-Jaque était sans ambiguïté : « le « diplomate » devait braver tous les dangers pour les beaux yeux de l’exploratrice Baby.
Tous ces motifs ont, sans aucun doute, conduit le comédien jusqu'au bout de son audace. Il précisait lui-même : « Je n’ai jamais compris ce que c’est le danger. Je n’ai jamais eu peur. Devant l’obstacle, je n’éprouve qu’un désir, le vaincre. Non par orgueil – Dieu merci – mais par une sorte de réflexe inné, le sentiment d’une mission mystérieuse à laquelle je n’ai pas le droit de me dérober. » 
Le cascadeur Gil Delamare lui rendra d’ailleurs ce très professionnel hommage : « Jean, s’il n’était pas devenu Jean Marais, j’aurais aimé l’engager dans mon équipe. »